# Jiholibanonský konflikt
Jako jiholibanonský konflikt se označuje téměř dvacet let trvající válečný konflikt z let 1982 až 2000 v oblasti tzv. bezpečnostní zóny na jihu Libanonu mezi Izraelem a jím podporovanými libanonskými milicemi a libanonskými muslimskými guerillami vedenými Íránem podporovaným ší'itským hnutím Hizballáh. Může tak být rovněž označován déle trvající konflikt v regionu, započatý operacemi Organizace pro osvobození Palestiny (OOP) v jižním Libanonu po událostech tzv. Černého září v Jordánsku. Rovněž tak jej lze chápat jako součást libanonské občanské války, jelikož historické napětí mezi palestinskými uprchlíky a libanonskými frakcemi podněcovala násilný vnitropolitický boj mezi různými skupinami.
Důvodem izraelské invaze z roku 1982 a jí předcházející operace Lítání, jejichž cílem bylo vymýtit základny OOP a podpořit milice maronitských křesťanů, byly neustálé teroristické útoky ze strany OOP proti severoizraelskému civilnímu obyvatelstvu. Tato invaze, známá jako první libanonská válka, ve výsledku vedla k odchodu OOP ze země. Vytvoření bezpečnostní zóny v jižním Libanonu vedlo k větší ochraně izraelských civilistů před teroristickými útoky Hizballáhu a snížení počtu civilních obětí. Navzdory izraelskému úspěchu v rámci vymýcení základen OOP vedla tato invaze ve skutečnosti k zvýšení napětí a eskalaci konfliktu s místními libanonskými milicemi a měla za následek konsolidaci několika místních ší'itských hnutí. Postupem času docházelo k růstu necivilních obětí na obou stranách, a to jak díky používání modernějších zbraní, tak díky zkvalitnění taktiky Hizballáhu. Počátkem 90. let se Hizballáh stal s podporou Sýrie a Íránu vůdčím hnutím, které si monopolizovalo vedení guerillových aktivit v jižním Libanonu.
V roce 2000 splnil nově zvolený izraelský premiér Ehud Barak svůj předvolební slib a během jednoho roku stáhl veškeré izraelské vojáky z jižního Libanonu. Důsledkem tohoto odchodu, který byl v souladu s rezolucí Rady bezpečnosti OSN č. 425 z roku 1978, se stal bezprostřední a úplný kolaps Jiholibanonské armády podporované Izraelem. Navzdory izraelskému rozhodnutí pokládá libanonská vláda a Hizballáh stažení za neúplné, jelikož Izrael neopustil tzv. farmy Šibáa. Po stažení Hizballáh monopolizoval svou vojenskou a civilní kontrolu nad jihem Libanonu.